# الوار علیا
الوار علیا یکی از محلات کلانشهر تبریز است.این روستا ۱۷۴۶ نفر جمعیت دارد.

## موقعیت جغرافیایی
این محله به علت قرارگیری در محدوده طرح جامع شهر تبریز، با مصوبه شورای عالی شهرسازی و معماری ایران درخصوص طرح جامع شهر تبریز به صورت منفصل به این شهر الحاق گردیده و در حال حاضر جزء محلات شهرداری منطقه ۶ کلانشهر تبریز می‌باشد.

## مزایا و امکانات
الوار اولیا  به عنوان یکی از مراکز صنعتی تبریز شناخته می شود
وجود چند صد  سوله صنعتی و کارگاهی این شهرک را به یکی از مناطق جذاب برای سرمایه گذاری تبدیل نموده است
قرار گرفتن در مسیر جاده منطقه آزاد ارس و منطقه ویژه اقتصادی سهلان و داخل حریم شهری تبریز بودن از ویژگی های فوق العاده این منطقه صنعتی می باشد